# Россвілл (Канзас)
Россвілл (англ. Rossville) — місто (англ. city) в США, в окрузі Шоні штату Канзас. Населення — 1105 осіб (2020).

## Географія
Россвілл розташований за координатами 39°8′7″ пн. ш. 95°56′57″ зх. д. / 39.13528° пн. ш. 95.94917° зх. д. (39.135375, -95.949282).  За даними Бюро перепису населення США в 2010 році місто мало площу 1,57 км², уся площа — суходіл. В 2017 році площа становила 1,43 км², уся площа — суходіл.

## Демографія
Згідно з переписом 2010 року, у місті мешкала 1151 особа в 413 домогосподарствах у складі 293 родин. Густота населення становила 734 особи/км².  Було 448 помешкань (286/км²).
Расовий склад населення:
| - 92,3 % — білих - 4,2 % — корінних американців - 0,7 % — чорних або афроамериканців - 0,2 % — азіатів |

До двох чи більше рас належало 2,3 %. Частка іспаномовних становила 4,9 % від усіх жителів.
За віковим діапазоном населення розподілялося таким чином: 30,1 % — особи молодші 18 років, 51,7 % — особи у віці 18—64 років, 18,2 % — особи у віці 65 років та старші. Медіана віку мешканця становила 35,5 року. На 100 осіб жіночої статі у місті припадало 85,6 чоловіків;  на 100 жінок у віці від 18 років та старших — 81,5 чоловіків також старших 18 років.
Середній дохід на одне домашнє господарство  становив 67 554 долари США (медіана — 51 477), а середній дохід на одну сім'ю — 74 745 доларів (медіана — 68 750). За межею бідності перебувало 3,9 % осіб, у тому числі 1,4 % дітей у віці до 18 років та 0,0 % осіб у віці 65 років та старших.
Цивільне працевлаштоване населення становило 573 особи. Основні галузі зайнятості: освіта, охорона здоров'я та соціальна допомога — 32,6 %, роздрібна торгівля — 20,1 %, публічна адміністрація — 8,7 %, фінанси, страхування та нерухомість — 7,7 %.